# Lista terminów i skrótów w nomenklaturze biologicznej

## Wykaz terminów i skrótów stosowanych w nomenklaturze biologicznej
Większość wymienionych terminów pochodzi z języka łacińskiego, jeśli jest inaczej zostało to zaznaczone w tekście.

Sortowanie alfabetyczne przyciskami w nagłówkach kolumn
| Termin                                        | Skrót                           | Znaczenie |
| --------------------------------------------- | ------------------------------- | --- |
| aberratio                                     | ab.                             | dawniej odmiana w zoologii, obecnie termin nie jest stosowany                                                                             |
| ad interim                                    | ad int.                         | tymczasowo, chwilowo |
| ad libitum                                    | ad lib.                         | w dowolnej ilości, bez ograniczeń |
| advena                                        | adv.                            | obcy, introdukowany |
| affinis                                       | aff.                            | bliski, pokrewny |
| aggregatum                                    | agg., aggr.                     | gatunek zbiorowy |
| alii                                          | al.                             | inni |
| alliancia (łac.), alliance (ang.)             | All.                            | związek |
| apud                                          | ap.                             | u |
| associatio (łac.) assotiation (ang.)          | Ass.                            | zespół (np. zespół roślinności) |
| association group (ang.)                      | AssGr.                          | grupa zespołów |
| auctor, auctores                              | auct.                           | autor, autorzy – jeden, kilku lub więcej autorów bez wyszczególnienia nazwisk                                                             |
| auctores europaei                             | auct. europ.                    | autorzy europejscy |
| auctores plurales                             | auct. plur.                     | liczni autorzy |
| auctores polonici                             | auct. polon.                    | autorzy polscy |
| characteristic (ang.)                         | Ch                              | (takson) charakterystyczny (np. gatunek charakterystyczny)                                                                                |
| characteristic ... (ang.)                     | ChAss., ChAll., ChO., ChCl.     | gatunki charakterystyczne dla syntaksonu (zespołu, związku, rzędu, klasy)                                                                 |
| characteristic species combination (ang.)     | ChSC                            | charakterystyczna kombinacja gatunków |
| classis (w botanice)                          | Cl.                             | klasa (ranga taksonomiczna i syntakson)                                                                                                   |
| classis (w zoologii)                          |                                 | gromada |
| collectiva, collectivus, collectivum          | coll.                           | takson zbiorowy (najczęściej w sensie gatunek zbiorowy)                                                                                   |
| collector                                     | coll. (przed nazwiskiem)        | zbieracz |
| combinatio                                    | comb.                           | kombinacja, połączenie (cech taksonomicznych)                                                                                             |
| combinatio et status nova                     | comb. et stat. nov.             | nowa kombinacja i zmiana statusu taksonu                                                                                                  |
| combinatio illegitima                         | comb. illeg.                    | kombinacja nieuprawniona, nieważna |
| combinatio invalida                           | comb. inval.                    | kombinacja nieważna |
| combinatio nova                               | comb. nova                      | nowe połączenie (cech) |
| combinatio nuda                               | comb. nud.                      | kombinacja "goła", zastosowana bez opisu lub uzasadnienia                                                                                 |
| combinatio revivisco                          | comb. rev.                      | |
| companions (ang.)                             | Comp.                           | gatunki towarzyszące |
| confer, confirma, confirmae, conformis        | cf., cfr.                       | porównaj z ..., odpowiadający, podobny |
| convarietas                                   | convar.                         | grupa odmian |
| correxit                                      | corr.                           | poprawił |
| cultivar                                      | cv.                             | kultywar (odmiana uprawna) – oznaczenie skrótem obecnie jest nieprawidłowe (stosuje się ujęcie nazwy w pojedynczy cudzysłów)              |
| cultivatus, culturae, cultus                  | cult.                           | uprawiany, uprawy |
| descriptio                                    | descr.                          | opis |
| descriptio nova                               | descr. nov.                     | nowy opis |
| detectio, determinatio, detexit, determinavit | det.                            | oznaczony przez ... |
| diagnosis                                     | diagn.                          | diagnoza taksonomiczna |
| differentia                                   | diff.                           | różnica, również w znaczeniu "różny" |
| differential species (ang.)                   | D.                              | gatunki wyróżniające syntakson |
| diversus                                      | div.                            | różny |
| divisio                                       |                                 | gromada (w botanice) |
| emendavit, emendatus                          | em., emend.                     | poprawił, uzupełnił (autor), poprawiony (opis taksonu)                                                                                    |
| et                                            |                                 | i |
| et alii                                       | et al.                          | i inni |
| ex                                            |                                 | razem z |
| ex parte                                      | e.p.                            | częściowo, w części |
| ex situ                                       |                                 | poza stanowiskiem naturalnym |
| exampli gratia                                | e.g.                            | na przykład |
| excluding (ang.)                              | excl.                           | oprócz, wyłączając |
| exclusa specie                                | excl. spec., excl. sp.          | |
| exclusa varietate. exclusis varietatibus      | excl. var.                      | |
| exclusis speciminibus                         | excl. specim.                   | |
| excluso genere                                | excl. gen.                      | |
| familia                                       | fam.                            | rodzina |
| fasciculus                                    | fasc.                           | fascykuł, plik, wiązka |
| fidelity (ang.)                               | Fi.                             | wierność |
| filius                                        | f., fil.                        | syn (dla odróżnienia dwóch autorów, ojca i syna)                                                                                          |
| flore pleno                                   | fl. pl.                         | z kwiatem pełnym |
| flos                                          | fl.                             | kwiat |
| foederatio                                    |                                 | związek (dawne określenie) |
| folium                                        | fol.                            | liść |
| forma                                         | f., fo., for.                   | forma |
| fragmenta                                     | fragm.                          | części, częściowo, wykształcony fragmentarycznie                                                                                          |
| fructus                                       | fr.                             | owoc |
| genus                                         | gen.                            | rodzaj |
| genus novum                                   | gen. nov.                       | nowy rodzaj |
| grex                                          |                                 | ranga wewnątrzgatunkowa dawniej stosowana                                                                                                 |
| herbarium                                     | hb., herb.                      | zielnik |
| hoc est                                       | h. e.                           | to jest |
| hoc loco                                      | h. l.                           | w tym miejscu, tutaj |
| holotype (ang.)                               | holo                            | holotyp |
| homonim                                       | hom.                            | identyczna nazwa oznaczająca jednak inny takson                                                                                           |
| hortorum                                      | hort.                           | ogrodowy (lub hortulanorum = według ogrodników) – dotyczy zwykle nazw niewłaściwych taksonomicznie                                        |
| hybrida                                       | hybr.                           | hybryda, mieszaniec, takson pochodzenia mieszańcowego                                                                                     |
| ibidem                                        | ib.                             | to samo źródło, w tym samym miejscu (dotyczy publikacji)                                                                                  |
| in                                            |                                 | w |
| in litteris                                   | in litt.                        | w korespondencji, na podstawie korespondencji                                                                                             |
| in observatio                                 | in obs.                         | podczas obserwacji |
| in situ                                       |                                 | na stanowisku naturalnym (w naturze) |
| incertae sedis                                |                                 | o niejasnej pozycji taksonomicznej |
| inclusive (ang.)                              | incl.                           | włącznie |
| indeterminans                                 | indet.                          | nieoznaczony |
| ineditus                                      | ined.                           | (jeszcze) nie opublikowany |
| isotype (ang.)                                | iso                             | izotyp |
| junior                                        | jun., jr.                       | młodszy (dla odróżnienia dwóch autorów, ojca i syna)                                                                                      |
| juvenilis, juvenalis                          | juv., jv.                       | juwenilny, młodociany |
| lectotype (ang.)                              | lecto                           | lektotyp |
| legit                                         | leg.                            | zebrany przez ... |
| loco citato                                   | loc. cit.                       | cytowany w tej samej publikacji |
| loco non notato                               | loc. n. n.                      | w miejscu (stanowisku) niepodanym, niezaznaczonym                                                                                         |
| locus classicus                               | loc. class.                     | stanowisko klasyczne |
| modificatio                                   | mod.                            | modyfikacja |
| morpha                                        |                                 | odmiana |
| mutatis                                       | mut.                            | zmieniony |
| mutatis characteribus                         | mut. char.                      | o zmiennym wyglądzie, właściwościach; skrót stosowany, gdy pierwszy opis oparty był na zmiennych cechach                                  |
| nec                                           |                                 | a nie |
| nomen, nomina                                 | n., nom.                        | nazwa, nazwy |
| nomen abortium                                | nom. abort.                     | nazwa "poroniona", nadmierna, zbyteczna, zwykle nadana taksonom już ważnie opisanym                                                       |
| nomen alternativum                            | nom. alt., nom. altern.         | nazwa alternatywna, zastępcza |
| nomen ambiguum                                | nom. ambig.                     | nazwa dwuznaczna |
| nomina ambigua rejicienda                     | nom. ambig. rejic.              | nazwy dwuznaczne, które należy odrzucić                                                                                                   |
| nomen confusum                                | nom. conf., nom. confus.        | nazwa sporna, dwuznaczna, niejednoznacznie identyfikująca takson                                                                          |
| nomen conservandum                            | nom. cons., nom. conserv.       | nazwa zachowana |
| nomen delendum                                | nom. delend.                    | nazwa, której ważność została zniesiona, skasowana                                                                                        |
| nomen descriptum                              | nom. descr.                     | nazwa opisowa |
| nomen dubium                                  | nom. dub.                       | nazwa wątpliwa |
| nomen erratum                                 | nom. err.                       | nazwa błędna |
| nomen et status novus                         | nom. et stat. nov.              | nazwa i status (pozycja) nowy |
| nomen genericum                               | nom. gen.                       | nazwa rodzajowa |
| nomen illegitimum                             | nom. illeg., nom. illegit.      | nazwa nieprawomocna |
| nomen invalidum                               | nom. inv., nom. inval.          | nazwa niepoprawnie (nieważnie) opublikowana                                                                                               |
| nomen inversum                                | nom. inv.                       | nazwa odwrócona |
| nomen legitimum                               | nom. leg.                       | nazwa uprawniona, poprawna, ważnie opublikowana                                                                                           |
| nomen mutatum                                 | nom. mut.                       | nazwa zmieniona |
| nomen novum                                   | n. n., nom. nov.                | nazwa nowa |
| nomen nudum                                   | nom. nud.                       | naga nazwa (nazwa bez opisu lub diagnozy)                                                                                                 |
| nomen oblitum                                 | nom. oblit.                     | nazwa zapomniana |
| nomen obscurum                                | nom. obsc.                      | nazwa niejasna, niezrozumiała |
| nomen praeoccupatum                           |                                 | nazwa zajęta |
| nomen propositum                              | nom. propos.                    | nazwa zaproponowana |
| nomen protectum                               |                                 | nazwa obowiązująca |
| nomen provisorium                             | n. p., nom. prov., nom. provis. | nazwa prowizoryczna, tymczasowa |
| nomen rejiciendum                             | nom. rej., nom. rejic.          | nazwa odrzucona |
| nomen restituendum                            | nom. restit.                    | nazwa przywrócona, odnowiona |
| nomen seminudum (= nomen subnudum)            | nom. seminud.                   | nazwa półnaga (nie zachowano wszystkich zasad, by uznać ją za rzeczywiście opublikowaną)                                                  |
| nomen solum                                   | nom. sol.                       | patrz: nomen nudum |
| nomen specificum                              | nom. spec.                      | nazwa gatunkowa |
| nomen superfluum                              | nom. superfl.                   | nazwa zbędna, zbyteczna, niepotrzebna |
| nomen tantum                                  | nom. tant.                      | tylko nazwa |
| nomen tentativum                              | nom. tentat.                    | nazwa próbna |
| nomen triviale                                | nom. triv.                      | nazwa zwyczajna, pospolita, popularna |
| nomen usitatum                                | nom. usitat.                    | nazwa zwykła, błaha |
| non                                           | n.                              | nie |
| novus, novum?                                 | n.                              | nowy |
| notho                                         |                                 | nieprawdziwy |
| nothomorpha                                   | nm., nothomor.                  | notomorfa (odmiana mieszańcowa) |
| nothosubspecies                               | nothossp., nothosubsp., nssp.   | podgatunek mieszańcowego pochodzenia |
| nothovarietas                                 | nothovar., nvar.                | odmiana pochodzenia mieszańcowego |
| nudus                                         | n.                              | nagi, "goły" (nazwa) |
| ordo                                          | O., Ord.                        | rząd |
| orthographia conservanda                      | orth. cons.                     | wariant ortograficzny nazwy, odmienna pisownia tej samej nazwy                                                                            |
| pagina                                        | p.                              | strona (w notach bibliograficznych) |
| paginae                                       | pp.                             | strony (w notach bibliograficznych) |
| pathovar                                      | pv.                             | patovar |
| phylum                                        |                                 | typ |
| planta                                        | pl.                             | roślina |
| pro                                           | p.                              | jako, np. p. syn. = jako synonim |
| pro genere                                    | p. gen.                         | jako rodzaj |
| pro hybride                                   | p. hybr.                        | jako mieszaniec |
| pro maxima parte                              | p. max. p.                      | większość, po większej części |
| pro minima parte                              | p. min. p.                      | mniejszość, w mniejszej części |
| pro parte                                     | p. p.                           | po części, częściowo |
| prope                                         | pr.                             | u, przy, w pobliżu, blisko |
| provisorius                                   | prov.                           | prowizoryczny |
| quod est                                      | q. e.                           | to jest |
| quod vide                                     | q. v.                           | co zobacz (również); odsyłacz w tekście do innego miejsca, innej pozycji                                                                  |
| regnum                                        |                                 | królestwo |
| revisio, revidere                             | rev.                            | zobacz ponownie |
| sectio                                        | sec., sect.                     | sekcja |
| secundum                                      | sec.                            | według, stosownie do |
| sensu                                         | sens.                           | w znaczeniu |
| sensu amplificato                             | s. ampl., sens. amplo.          | w znaczeniu rozszerzonym |
| sensu amplo                                   | s. ampl.                        | w znaczeniu rozszerzonym |
| sensu latiore                                 |                                 | w szerszym znaczeniu |
| sensu latissimo                               |                                 | w najszerszym znaczeniu |
| sensu lato                                    | s. l.                           | w szerokim znaczeniu |
| sensu strictiore                              |                                 | w węższym znaczeniu |
| sensu strictissimo                            |                                 | w najwęższym znaczeniu |
| sensu stricto                                 | s. s., s. str.                  | w ścisłym, wąskim znaczeniu |
| sequens                                       | sq.                             | następny, następujący |
| sine combinatione                             | sine comb.                      | bez połączenia, kombinacji |
| sine descriptione                             | s. descr.                       | bez opisu |
| sine designatio typus                         | sine design. typ.               | bez typu, brak określenia typu |
| sine icone                                    | sine ic.                        | bez ilustracji, rysunku |
| sine indicatione                              | sine indic.                     | bez oznaczenia |
| ?                                             | sine lat. diagn.                | bez diagnozy (taksonu) w języku łacińskim                                                                                                 |
| sine loco                                     | s. loc.                         | bez stanowiska |
| sine numero                                   | s. n.                           | bez numeru kolekcjonerskiego na liście okazów                                                                                             |
| sine typo                                     | sine typ.                       | bez określenia typu |
| species                                       | sp.                             | gatunek, skrót umieszczony po nazwie rodzajowej oznacza jakiś (nieokreślony) gatunek z danego rodzaju                                     |
| species                                       | spp.                            | gatunki (l. mn.), skrót umieszczony po nazwie rodzajowej oznacza wszystkie lub różne gatunki z danego rodzaju                             |
| species affinis                               | sp. aff.                        | gatunek spokrewniony |
| species diversae                              | sp. div.                        | różne gatunki |
| species indeterminata                         | sp. ind., sp. indet.            | nieokreślony gatunek, którego nie można zidentyfikować za pomocą już opublikowanego opisu nazwy, zwykle podany tylko jako nazwa rodzajowa |
| species inquirenda, species inquirendae       |                                 | gatunek, którego oznaczenie jest wątpliwe i wymaga dalszych badań                                                                         |
| species nova (novum)                          | sp. nov.                        | nowy gatunek |
| status                                        | stat.                           | status, ranga taksonomiczna |
| status illegitimus                            | stat. illeg.                    | status, ranga nieuprawniona |
| status novus                                  | stat. nov.                      | nowy status, ranga |
| stability (ang.)                              | S.                              | stałość |
| status novus                                  | stat. nov.                      | nowa ranga taksonomiczna |
| sub                                           |                                 | pod |
| suballiancia                                  | Suball., SAll.                  | podzwiązek |
| subassociatio                                 | Subass., SAss.                  | podzespół |
| subclassis                                    | Subcl., SCl.                    | podklasa |
| subfamilia                                    | subfam.                         | podrodzina |
| subfoederatio                                 |                                 | podzwiązek (dawne określenie) |
| subforma                                      | subfor., subf., subfo., sfor.   | podforma |
| subgenus                                      | subg., subgen.                  | podrodzaj |
| subordo                                       | Subord., SO.                    | podrząd |
| subsectio                                     | subsec.                         | podsekcja |
| subseries (ang.)                              | subser.                         | podseria |
| subspecies                                    | subsp., ssp.                    | podgatunek |
| subspecies                                    | subspp.                         | podgatunki |
| subspecies nova                               | subsp. nov.                     | nowy podgatunek |
| subvarietas                                   | subvar., svar., sv.             | pododmiana |
| superregnum                                   |                                 | nadkrólestwo |
| synonymum                                     | syn., synon.                    | synonim |
| synonymum novum                               | syn. nov.                       | nowy synonim |
| tribus                                        | trib.                           | plemię |
| typi designatio                               | typ. des.                       | typ wyznaczony |
| typicum                                       |                                 | typowy |
| typo excluso                                  | typo excl.                      | typ wykluczony |
| typus conservandus                            | typ. cons.                      | typ, który ma być zachowany |
| varietas                                      | v., var.                        | odmiana botaniczna |
| varietates                                    | varr.                           | odmiany |